# Halorosellinia oceanica
Halorosellinia oceanica är en svampart som först beskrevs av S. Schatz, och fick sitt nu gällande namn av Whalley, E.B.G. Jones, K.D. Hyde & Læssøe 2000. Halorosellinia oceanica ingår i släktet Halorosellinia och familjen kolkärnsvampar.   Inga underarter finns listade i Catalogue of Life.